# Даг Ойстейн Ендсьо
Даг Ойстейн Ендсьо или Ендшьо (на норвежки: Dag Øistein Endsjø) е норвежки учен религиовед – професор по история на религията в Университета в Берген, Норвегия, и правозащитник – лидер на Норвежката коалиция за правата на човека (Menneskerettsalliansen). Изявява се като изследовател, коментатор, автор и активист за правата на човека.

## Научна дейност
В областта на религията Ендшьо специализира в изследване на връзките между човешките права, религията, пола, секса, наред с теми като безсмъртие, религия в Древна Гърция, ранно християнство.
Известен е с книгите си:
- „Сексът и религията“ и
- „Гръцки вярвания (за) след възкресението и успеха на християнството“.

## Обществена дейност
Като защитник за правата на човека е известен със заслугата си за включването на темата за правата на човека в националния дебат за равнопоставеност. Посредством лобиране и появяване в медиите Ендшьо допринася за преразглеждане на практиката норвежкото законодателство систематично да прилага различни стандарти при изработване и приемане на антидискриминационни закони.
Допринася най-вече за включване на групите на хомосексуалните и сексуалните малцинства в дебата за равнопоставеност. Той е сред първите, които насочват вниманието към агресивността спрямо хомосексуалните и към преразглеждането на дебата за еднополовите бракове след приемането на Закона за еднополови партньорства през 1993 г. Печели дело (2003) срещу Норвегия в Европейския съд относно премахване на обяви за работа, насочени само към единия пол.